# Margarete Jahny
Margarete Jahny (* 25. Mai 1923 vermutlich in Lahse (später Mittenwald N.S.), Landkreis Militsch, Provinz Niederschlesien; † 31. Juli 2016 in Ralbitz) war eine deutsche Designerin und Keramikerin.

## Leben

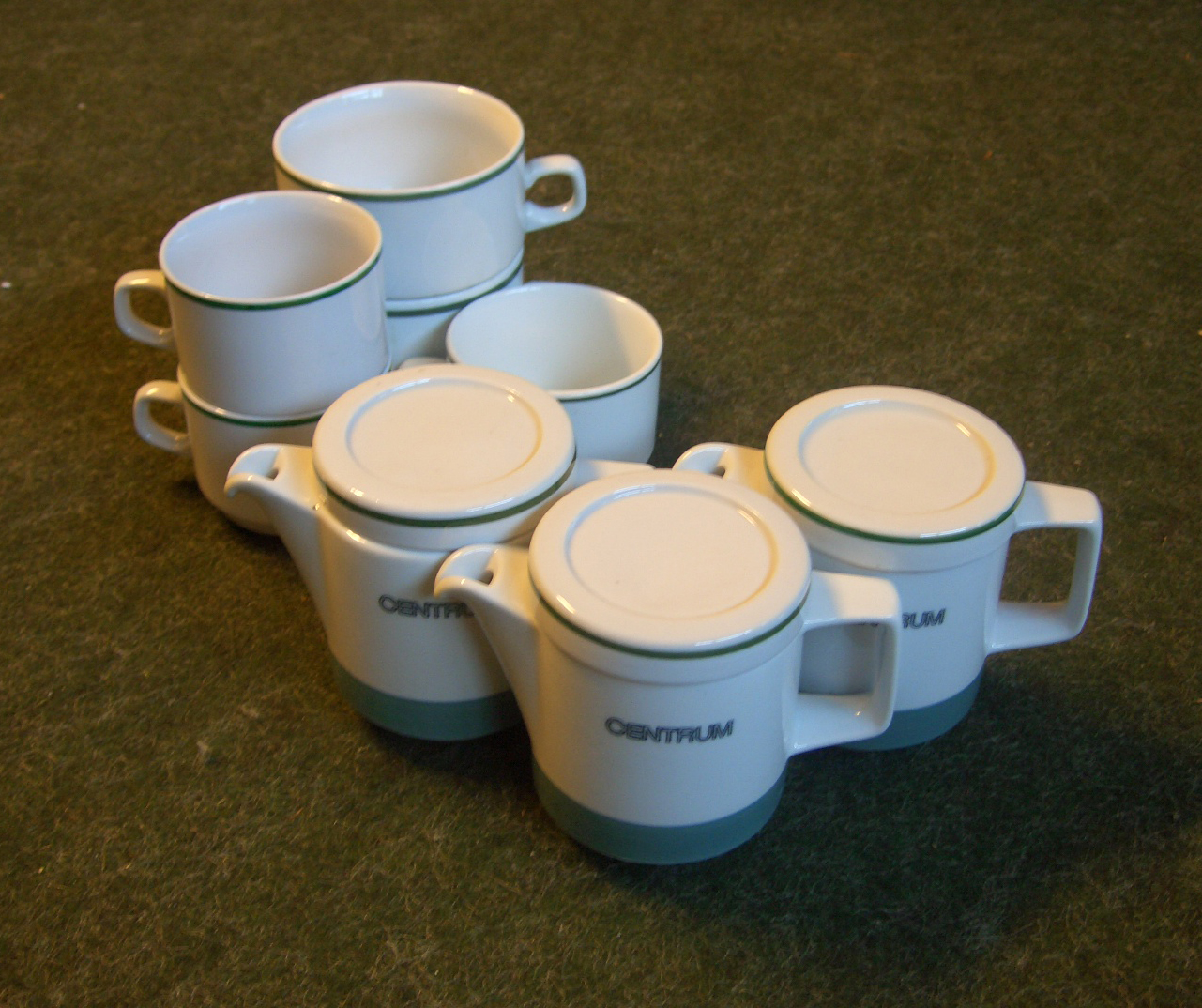
Serie „Rationell“

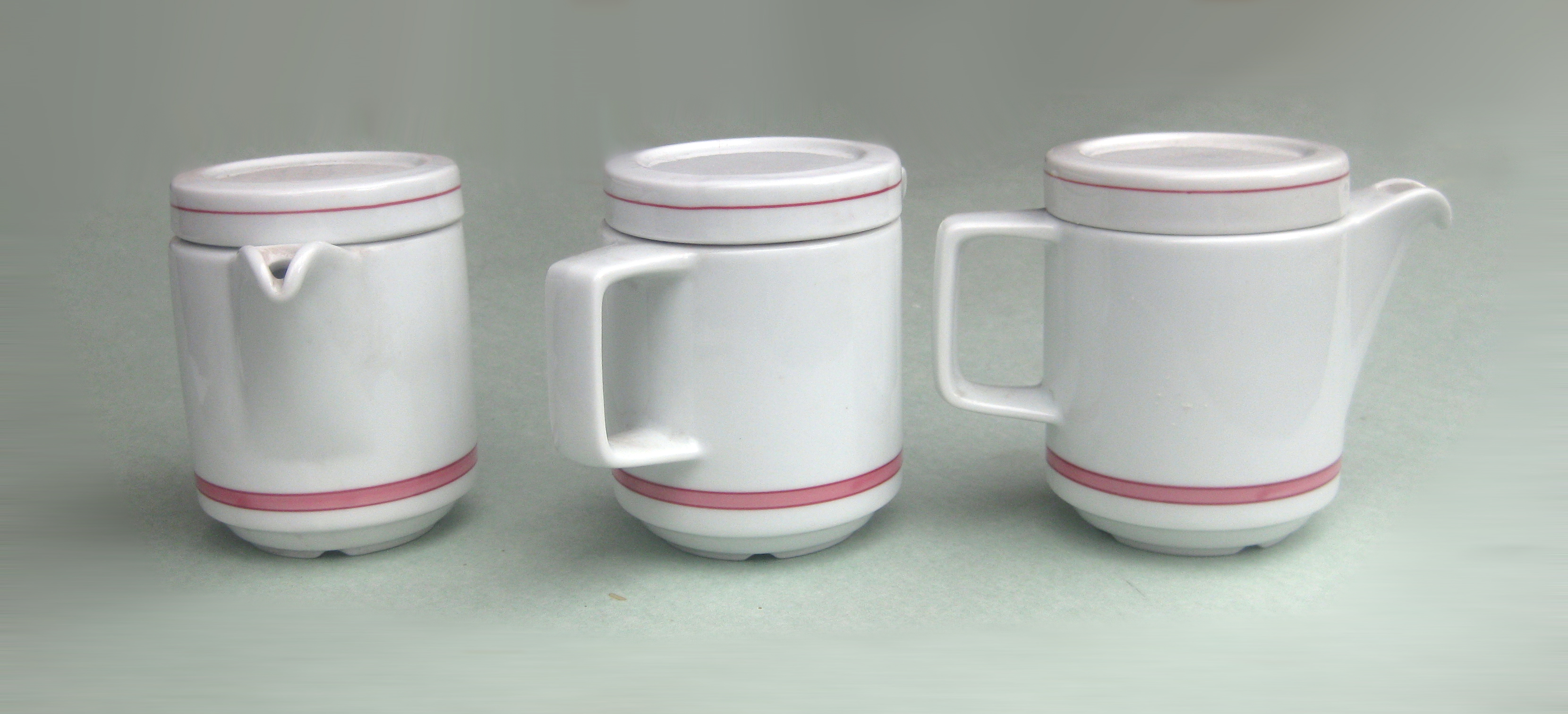
Das berühmte Kännchen mit fallgesichertem Deckel aus der Serie „Rationell“

Margarete Jahny wurde als ältestes von vier Kindern eines Landwirts geboren. Sie besuchte die Hauswirtschaftsschule in Breslau und arbeitet nebenher in einer Gaststätte. Als ihre Brüder eingezogen wurden, kehrte Jahny auf den elterlichen Hof zurück. 1944 musste sie aus Schlesien fliehen. Schon während der Flucht fand sie im Zeichnen Erholungspausen und Trost. Zusammen mit ihrer Mutter und ihrer Schwester fand sie Zuflucht in Königshain, später in Kamenz.
Ihr erstes Honorar als Künstlerin verdiente Jahny für ein Porträt von Hermann Matern im Auftrag der FDJ. Für Geld oder Essen porträtierte sie auch sowjetische Soldaten. 1946 bemalte sie Holzteller in einem Kamenzer Kunstgewerbegeschäft. Dort lernte sie den Formgestalter Friedrich Bundtzen kennen. Jahny absolvierte von 1948 bis 1953 ein Studium an der Hochschule für Bildende Künste Dresden. Zunächst war Erich Fraaß ihr Lehrer im Grundstudium, das 3. Semester absolvierte sie in der Fachklasse von Josef Hegenbarth. Als dieser den Lehrauftrag niederlegte, traten Hans Theo Richter und Lea Grundig an Hegenbarths Stelle. In den Semesterferien verdiente sie sich auf Initiative des Rektors Mart Stam in der Hochschulkeramikwerkstatt ihren Lebensunterhalt. Die Keramik zog sie immer mehr in ihren Bann. So wechselte sie von der Grafik hinüber zum Keramikstudium. Die Gestaltungslehre an der Dresdner Kunsthochschule wurde vor allem von Rudolf Kaiser und kurzzeitig, aber sehr nachdrücklich auch von Mart Stam, Hajo Rose und Marianne Brandt in der Keramikwerkstatt geprägt.
Jahny begann nach ihrem Studium 1953 für das Porzellanwerk Weißwasser zu arbeiten. Günter Höhne zufolge war sie damit die erste ostdeutsche Industriedesignerin mit Hochschulausbildung in der Branche. Von 1955 bis 1963 war sie künstlerisch wissenschaftliche Mitarbeiterin im Institut für angewandte Kunst Berlin, Arbeitsgemeinschaft Gefäße. Danach war sie bis 1972 Mitarbeiter im Zentralinstitut für Gestaltung Berlin und arbeitete dort mit Erich Müller zusammen. Von 1972 bis 1979 war sie wissenschaftliche Mitarbeiterin im Amt für Industrielle Formgestaltung, Fachrichtung Glas, Keramik und Porzellan. Anschließend war sie bis 1983 an der Kunsthochschule Berlin-Weißensee zunächst als Mitarbeiterin und ab 1983 mit Lehrauftrag tätig. Margarete Jahny war Mitglied im Verband Bildender Künstler der DDR. Sie gilt als die bedeutendste Kunstgestalterin der DDR.

## Werk
Margarete Jahny wurde besonders bekannt durch ihr Hotelgeschirr Rationell und die Mitropageschirrserien, ebenso wie durch den Pressglassatz Luzern, das stapelbare Pressglassortiment Europa sowie weitere zahlreiche Werke für Haushalt und Industrie. Zusammen mit Erich Müller hat Jahny die sogenannten Wirte-Gläser aus Superfest-Glas entworfen.
Jahnys Nachlass wird im Industriemuseum Chemnitz betreut. Zu einem Konvolut von über 300 Teilen gehören Teller, Tassen, Töpfe und Gläser; außerdem Entwürfe, Zeichnungen und Fotos.
Jahnys Anspruch war es, „Gutes, Schönes und Preiswertes für den Alltag“ zu kreieren. Die Einheit von Form, Funktion und Material zeichnet ihre Serien aus.

## Auszeichnungen
- 1983 Designpreis der Deutschen Demokratischen Republik
- zwei Goldmedaillen der Leipziger Messe
- Goldmedaille des Ministeriums für Kultur

## Ausstellungen
- 1962, 1967 und 1972 Kunstausstellung der DDR
- 1976, 1979, 1983 und 1986 Bezirkskunstausstellung Berlin
- 1962 Prag
- 1964 Internationale Keramikausstellung Faenza
- 1964 und 1966 Internationale Keramikausstellung Ljubljana
- 1969 Internationale Keramikausstellung Moskau
- 1986: Berlin, Ausstellungszentrum am Fernsehturm („Berliner Atelier 1986. Kunsthandwerker, Formgestalter.“)